# Super Bowl LX
Il Super Bowl LX sarà la 60ª edizione del Super Bowl, la finale del campionato della National Football League, in programma l'8 febbraio 2026, per decretare il campione della stagione 2025.
La finalissima si disputerà al Levi's Stadium di Santa Clara, California. Sarà il terzo Super Bowl che si giocherà nella Baia di San Francisco e il secondo in questo stadio, il primo da Super Bowl 50 nel 2016, dieci anni prima. La partita sarà trasmessa negli Stati Uniti da NBC. Per la seconda volta nella storia, dopo Super Bowl LVI, Super Bowl LX si svolgerà mentre è in corso un'edizione dei Giochi olimpici: la cerimonia di apertura di Milano Cortina 2026 si terrà il 6 febbraio, due giorni prima della data stabilita per la partita.

## Processo di selezione dello stadio
Dal Super Bowl LVI, le città interessate non possono più presentare la propria proposta, bensì è la lega a decidere unilateralmente una potenziale location; la franchigia scelta stila una proposta per ospitare la finalissima, ed infine i proprietari delle squadre votano per determinare se il piano sia accettabile o meno.
Il 18 maggio 2023 è stato riportato che il Levi's Stadium, casa dei San Francisco 49ers, fosse considerato il favorito per il Super Bowl LX. Il 22 maggio, la NFL ha annunciato che Super Bowl LX si giocherà al Levi's Stadium.